# Ахмад Бакр (султан Дарфуру)
Ахмад Бакр (*д/н–1722) — султан Дарфуру в 1682—1722 роках. Сприяв найбільшому політичному, військовому та економічному піднесенню держави.

## Життєпис
Походив з династії Кейра. Наймолодший з восьми синів султана Муси. Народився в регіоні Марра. 1682 року прийшов до влади після того, як його старший брат виявився непридатним (або можливо сам його відсторонив від трону). Для зміцнення свого становища одружився з Калтумі, донькою шейха клану Ангу з племені загава.
В його діяльності мало фіксованих дат, але знано, що був дуже успішним у своїх військових кампаніях. Провів переозброєння війська, вперше створивши значні підрозділи, зброєні рушницями, що були закуплені в Єгипті. Реформував кінноту, зробивши її більш мобільною та злагадженою.
Спочатку переміг султанат Дар Гімр. Потім у 7-річній кампанії відбив сторгнення військ султанату Вадая, після чого перейшов у наступ проти того. Уклав союз з державою Багірмі проти Вадая, якого змусив визнати свою зверхність. За цим дійшов до району Кабкабійя на північ від Марри.
Багато доклав зусиль для зміцнення держави в середині, сприяючи переселенню сюди інших племен і народів, насамперед фульбеської групи фаллата, арабів та булала з Борну та Багірмі, а також різних племен з долини Нілу.
Водночас проводив активну політику ісламізації місцевого поганського населення. Для цього було споруджено численні мечеті та медресе. Також став першим відомим султаном Дарфура, що власноруч складав листи до монархів сусідніх дежав та ісламознавців.
наприкінці життя виступив з військом на підкорення Кордофану, що за часів його батька став незалежним. Втім помер 1722 року під час кампанії. Це спричинило запеклу війну між його синами та братами, яка тривала до 1786 року.